# Magarha
Les Magarha (orthographiés aussi al-Magarha, Meqariha, Megarha, Makarha, Magharbā...) est l'une des principales tribus arabes de Libye. Originaire de la province du Fezzan, elle est la deuxième tribu la plus importante démographiquement de la Libye (avec environ 1 million de membres) après les Ouarfalla.
Les Magarha, comme les Ouarfalla, avaient formé une alliance importante avec Mouammar Kadhafi et ainsi de nombreux Magarha occupaient des postes de responsabilité au sein du gouvernement libyen et des forces de sécurité, comme le chef du renseignement militaire Abdallah Senoussi.